# Steven Zirnkilton
Steven Morgan Zirnkilton (York, 18 agosto 1958) è un doppiatore statunitense.
È la voce narrante all'inizio degli episodi delle serie televisive del franchise Law & Order.
Nel corso della sua lunga attività da voice actor, ha lavorato per gran parte delle principali emittenti televisive americane, incluse NBC, CBS, ABC, CNN, Discovery Channel, ESPN, TNT e TBS.
Ha partecipato al doppiaggio della serie animata Duckman: Private Dick/Family Man e del film d'animazione Rugrats - Il film, mentre è apparso nel ruolo di se stesso nell'episodio Tutto accadde in una scuola, della celebre serie animata de I Griffin.
Ha prestato la sua voce anche in un episodio del The Tonight Show with Jay Leno ed è stato la voce narrante nel documentario sportivo Faith Rewarded: The Historic Season of the 2004 Boston Red Sox. Steven Zirnkilton per diversi anni è stato anche l'annunciatore in occasione dei Kennedy Center Honors e dei Top Cops Awards a Washington.